# PAX (evenement)
PAX (voorheen gekend als Penny Arcade Expo) is een evenement over computerspellen dat sinds 2004 jaarlijks wordt gehouden in Seattle, Boston,  Philadelphia en Melbourne. Vroeger was er ook een bijeenkomst in San Antonio.
Het evenement was een initiatief van Jerry Holkins en Mike Krahulik, auteurs van de webcomic Penny Arcade. Tijdens het evenement worden onder andere toespraken en demo's gehouden door al dan niet belangrijke computerspelontwikkelaars en er worden computerspelwedstrijden georganiseerd.